# 石河忠喜
石河 忠喜（いしこ ただよし）は、尾張藩家臣、美濃駒塚領主、石河家第5代当主。

## 生涯
宝永3年（1706年）、尾張藩家老石川正章の子として生まれる。
享保16年（1731年）6月、父正章の隠居により家督を相続し、美濃駒塚領主となる。享保17年（1732年）6月、江戸に参府し、江戸城で将軍吉宗に拝謁。同年9月、それまで「河」「川」の字を併用していた名字を「石河」と定める。
享保18年（1733年）6月21日死去。子のないまま没したため、分家興利の養子となっていた実弟の正茂（光當）が、実家に戻り家督を相続した。